# Anti-Dühring

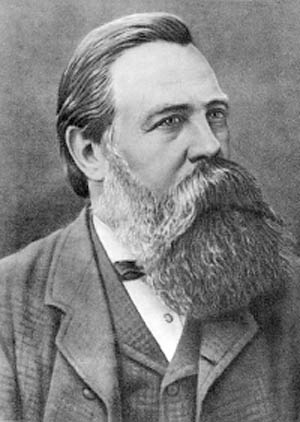
Retrat d'Engels

Herrn Eugen Dühring's Umwälzung der Wissenschaft (La subversió de la ciència del Senyor Eugen Dühring) és un assaig escrit per Friedrich Engels l'any 1878, es coneix més comunament com l'Anti-Dühring El títol abreujat fa referència a l'obra polèmica de Julius Caesar Anti-Cato.
Aquesta obra és una de les majors contribucions d'Engels per a la diffusió de la teoria de socialisme científic.
És una confrontació amb les teories del professor berlinès Karl Eugen Dühring, que estaven suscintant molt d'interès en la socialdemocràcia alemanya, l'assaig es va ampliar fins a esdevenir una exposició completa dels fonaments científics i filosòfics del comunisme.
Eugen Dühring havia produït la seva pròpia versió del socialisme. Com que Karl Marx estava molt ocupat escrivint la seva obra principal Das Kapital, va deixar que Engels escrivís una defensa general del marxisme. Les seccions de l'assaig eren Filosofia, Economia política i Socialisme

## Origen d'aquesta obra
Eugen Dühring havia captat per primera vegada l'atenció de Karl Marx i Engels el 1868, quan ell va publicar a la revista "Ergänzungsblätter zur Kenntniss der Gegenwart" una recensió del prer llibre El Capital. En una sèrie de cartes (gener-març de 1868) judicaven ja Dühring com el predicador d'un socialisme vague, petit burgès i pseudocientífic.

## Contingut
Dühring havia reprès a Marx d'haver utilitzat en el Das Kapital la dialèctica, judicant-la com privada de valor científic. En Anti-Dühring Engels respon que la dialècitica hegeliana, una vegada fundada en bases reals, és un procediment rigorosament científic.
El fet dialèctic concep la realitat, humana i natural, com a moviment i procés dinàmic i, per tant, està oposada a la metafísica, que captura només els aspectes estàtics de la realitat: Engels defineix aquest concepte materialisme dialèctic i en dona l'autoria de Marx.
En realitat Engels, mentre roman ancorat al solc de la pura tradició marxista, amplia el concepte materialista del seu amic i col·lega - que ho aplicava només a la història - també a la natura: en "Anti-Dühring" però sobretot a la "Dialèctica de la natura" es definirà la dialèctica com un procés que es desenvolupa tota la realitat, tant natural i social, sent així capaç d'enumerar les tres lleis de la dialèctica de la natura (1. la transformació de la quantitat en qualitat, 2. la interpenetració dels oposats, 3. la negació de la negació).